# Iglesia de la Merced (Salta)

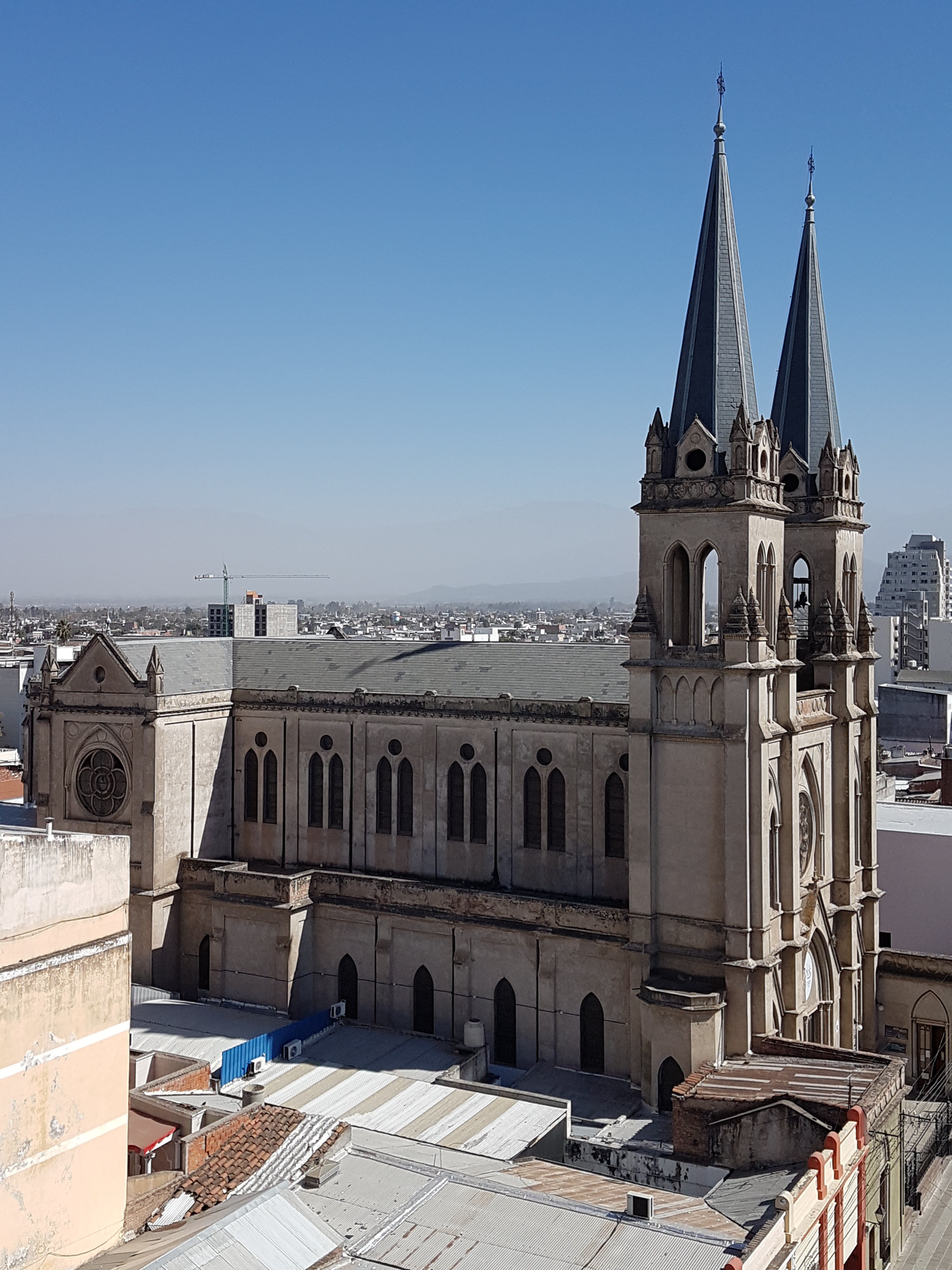
La parroquia San Juan Bautista de la Merced, más conocida como iglesia de la Merced. Ubicada en la calle Caseros 857. Salta Capital.

La Iglesia de Nuestra Señora de la Merced y San Bautista es un templo católico ubicado en la ciudad de Salta, Argentina. Fue construido desde 1907 hasta 1914 principalmente para alojar a la imagen de la Virgen de las Mercedes. En el templo, se encuentra la cruz de la Batalla de Salta.

## Historia
En 1602, el Padre Comendador de los mercedarios, Fray Antonio de Escobar, recorría la ciudad solicitando limosnas para la fundación de la orden. Unos años después, se construyó una iglesia en la actual Calle Caseros para alojar a una replica de la Virgen de las Mercedes que había sido traída unos años antes desde Europa.
Después de la Independencia Argentina, los mercedarios se marcharon y la parroquia fue administrada por padres redentoristas. A comienzos del siglo XX, el templo estaba casi en ruinas y posteriormente fue demolido. El predio funcionaría luego como colegio de sacerdotes, como colegio nacional y actualmente como escuela privada.
La orden de la Merced adquirió un terreno en la actual Calle Caseros y en 1907 se empezó a construir el actual templo, que fue terminado en 1914 e inaugurado con la bendición de Monseñor Piedrabuena.

## Galería

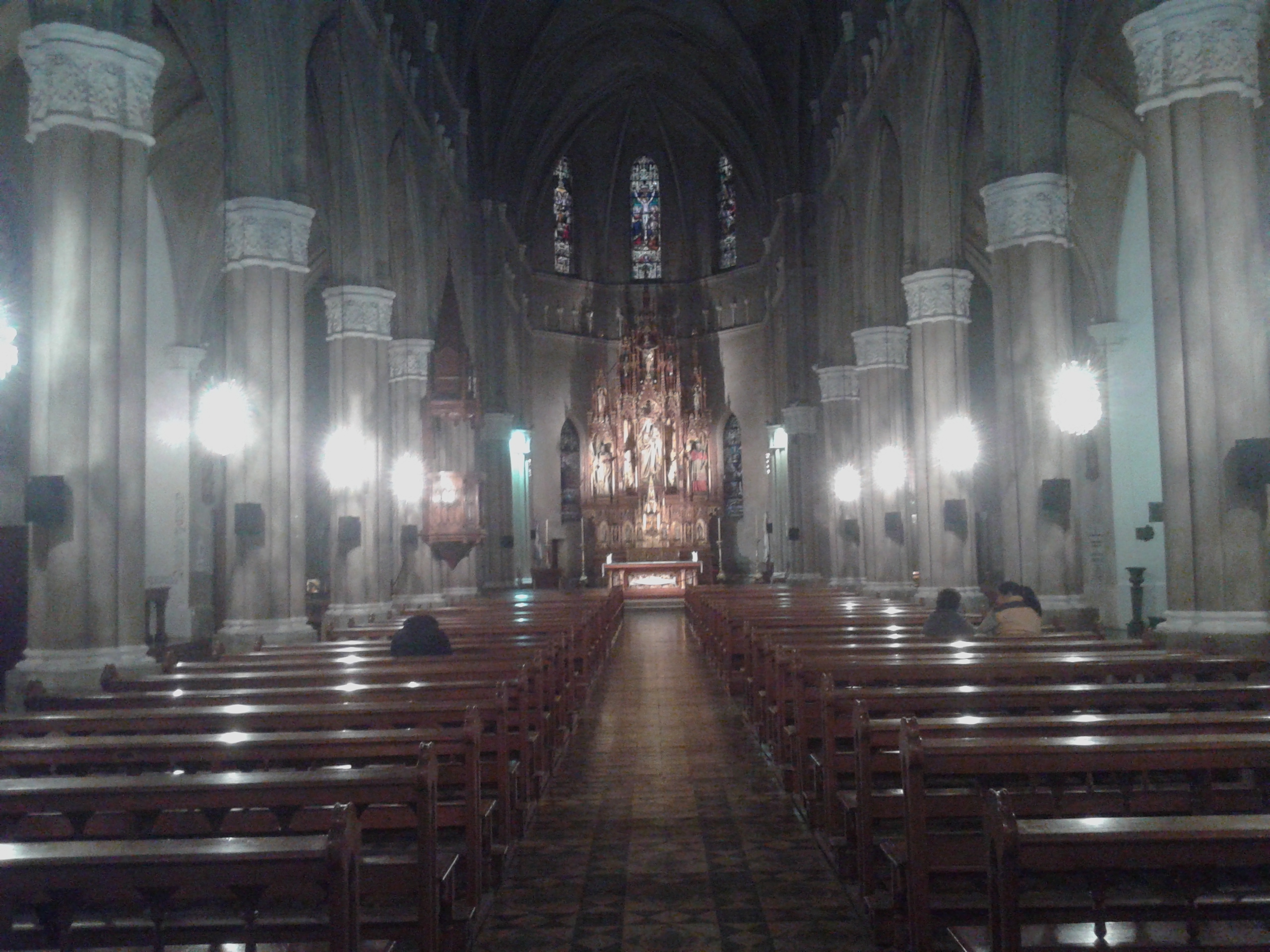
Interior del templo.
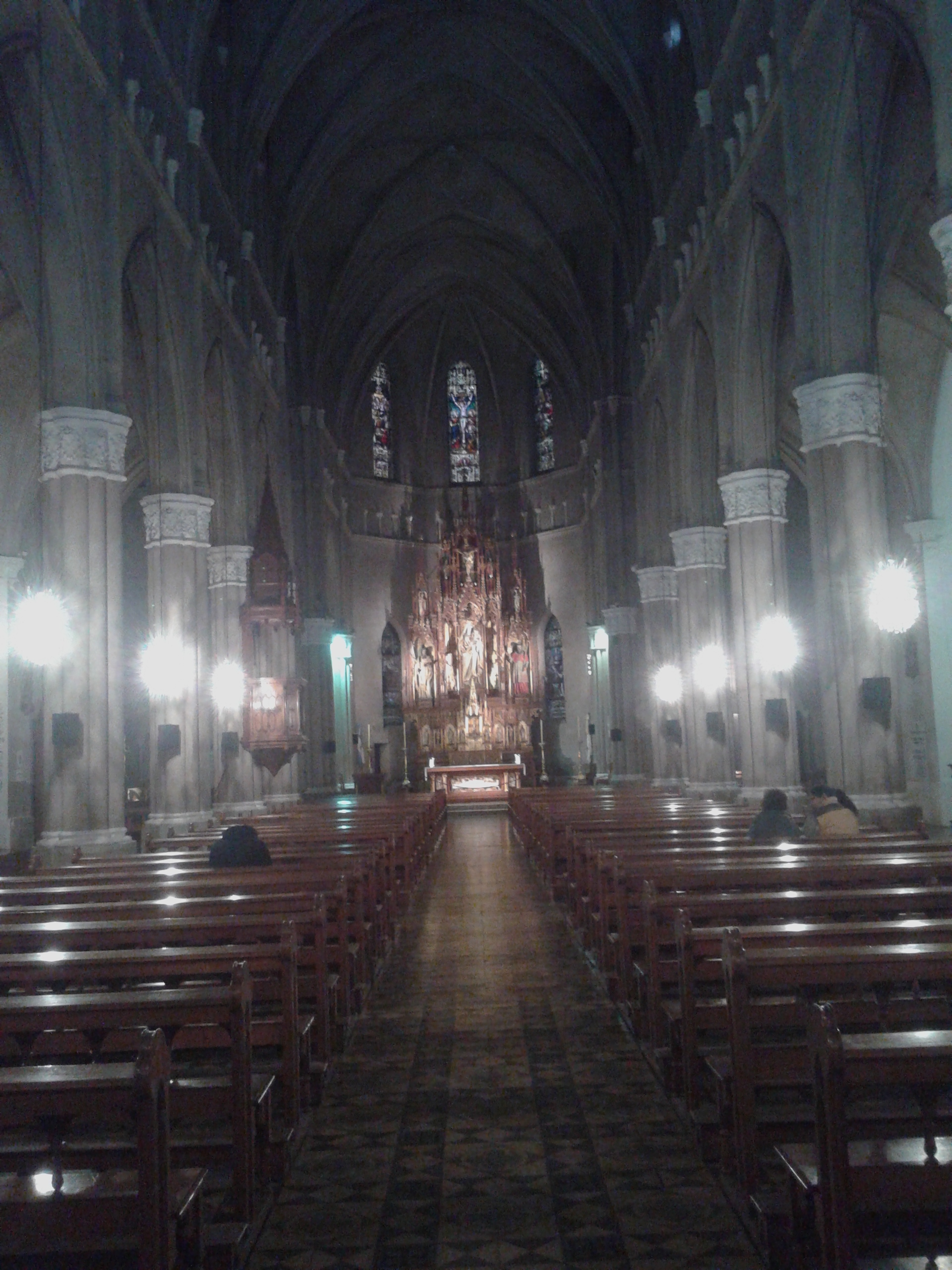
Interior del templo.
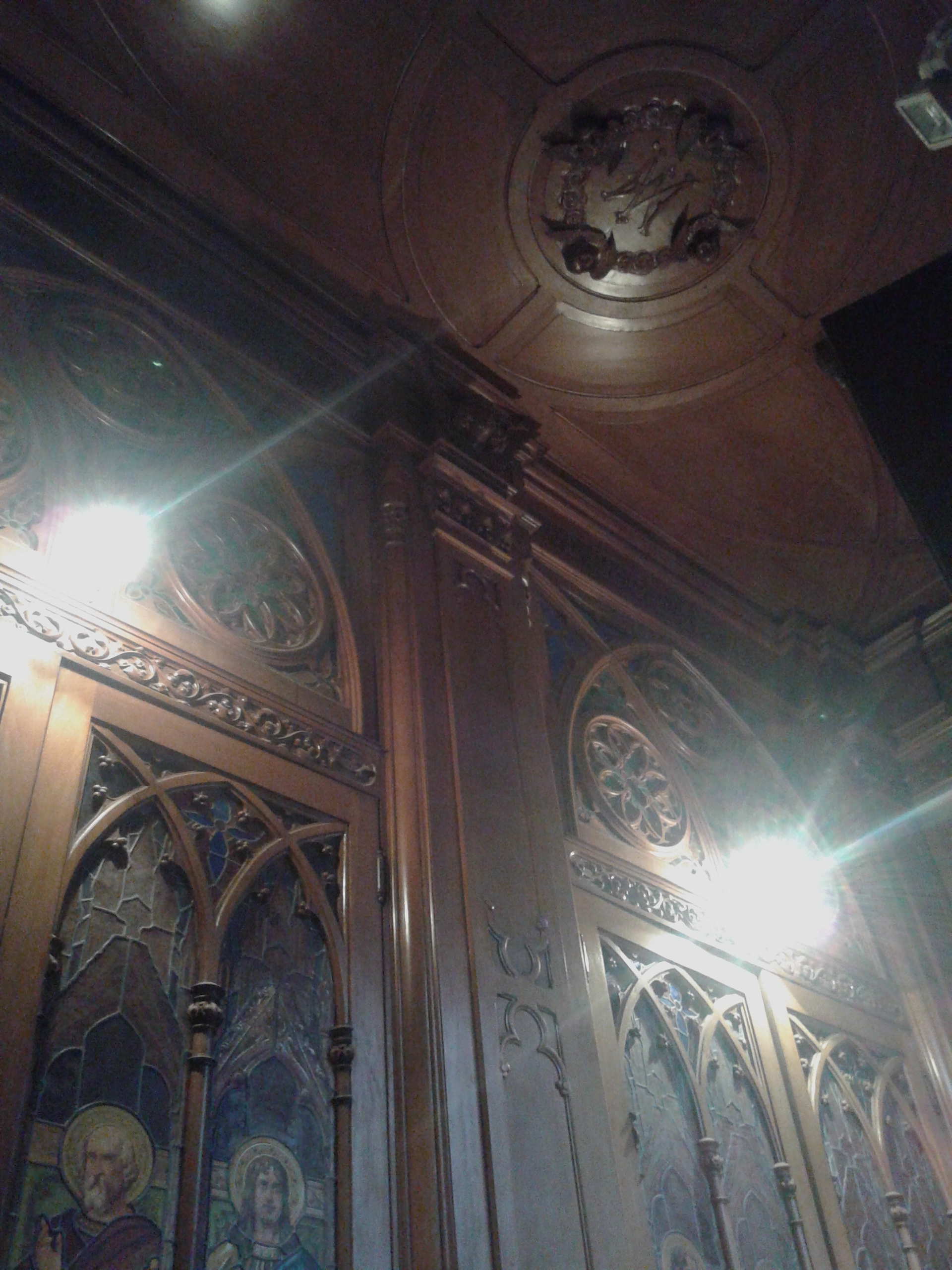
Entrada al templo.
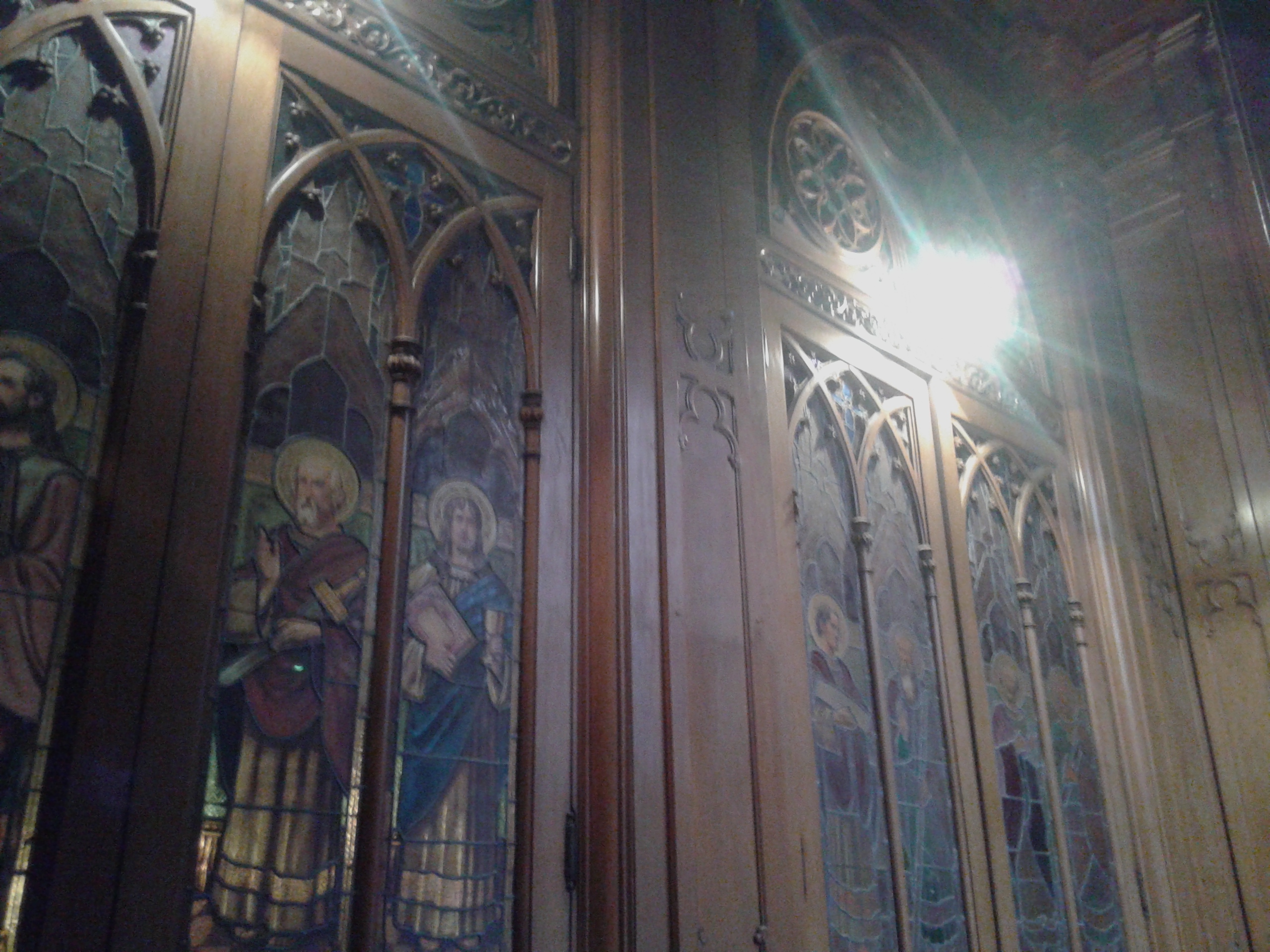
Vitrales de algunos de los apóstoles, ubicados en la entrada.